# Азнаурян, Арташес Варданович
Арташес Варданович (Вартанович) Азнаурян (арм. Արտաշես Վարդանի Ազնավուրյան, 19 сентября 1938, Батуми — 18 ноября 2022) — советский армянский патоморфолог; доктор медицинских наук, действительный член Академии медицинских наук Армении; министр здравоохранения Армянской ССР (1989—1990).

## Биография
Окончил Ереванский медицинский институт, затем в 1967 году — аспирантуру там же. С 1967 года — младший, в 1969—1975 годы — старший научный сотрудник кафедры патоморфологии Ереванского медицинского института. Одновременно был секретарём комитета комсомола (1967—1970), секретарём парткома института (1973—1975).
В 1975—1977 годы — проректор по учебной работе, затем в течение 28 лет — заведующий кафедрой гистологии Ереванского медицинского института (с 1996 года — университет); ныне — профессор той же кафедры.
В 1989—1990 годы — министр здравоохранения Армянской ССР.

## Научная деятельность
Основные направления исследований — патология соединительной ткани, морфология органов иммунной системы, морфофункциональные изменения органов при экспериментальном синдроме длительного раздавливания.
С 2003 года — академик армянского филиала РАЕН. Президент Ассоциации морфологов Армении, член Координационного совета Международной ассоциации морфологов.
Подготовил 7 докторов и 30 кандидатов наук. Автор 250 научных работ, в том числе монографий и учебно-методических пособий.

## Награды и признание
- премия Ленинского комсомола Армении
- юбилейная медаль «За доблестный труд. В ознаменование 100-летия со дня рождения Владимира Ильича Ленина» (1970)
- медаль Мхитара Гераци
- почётный доктор Российской Академии медицинских наук
- почётный работник высшей школы